# Mayflower

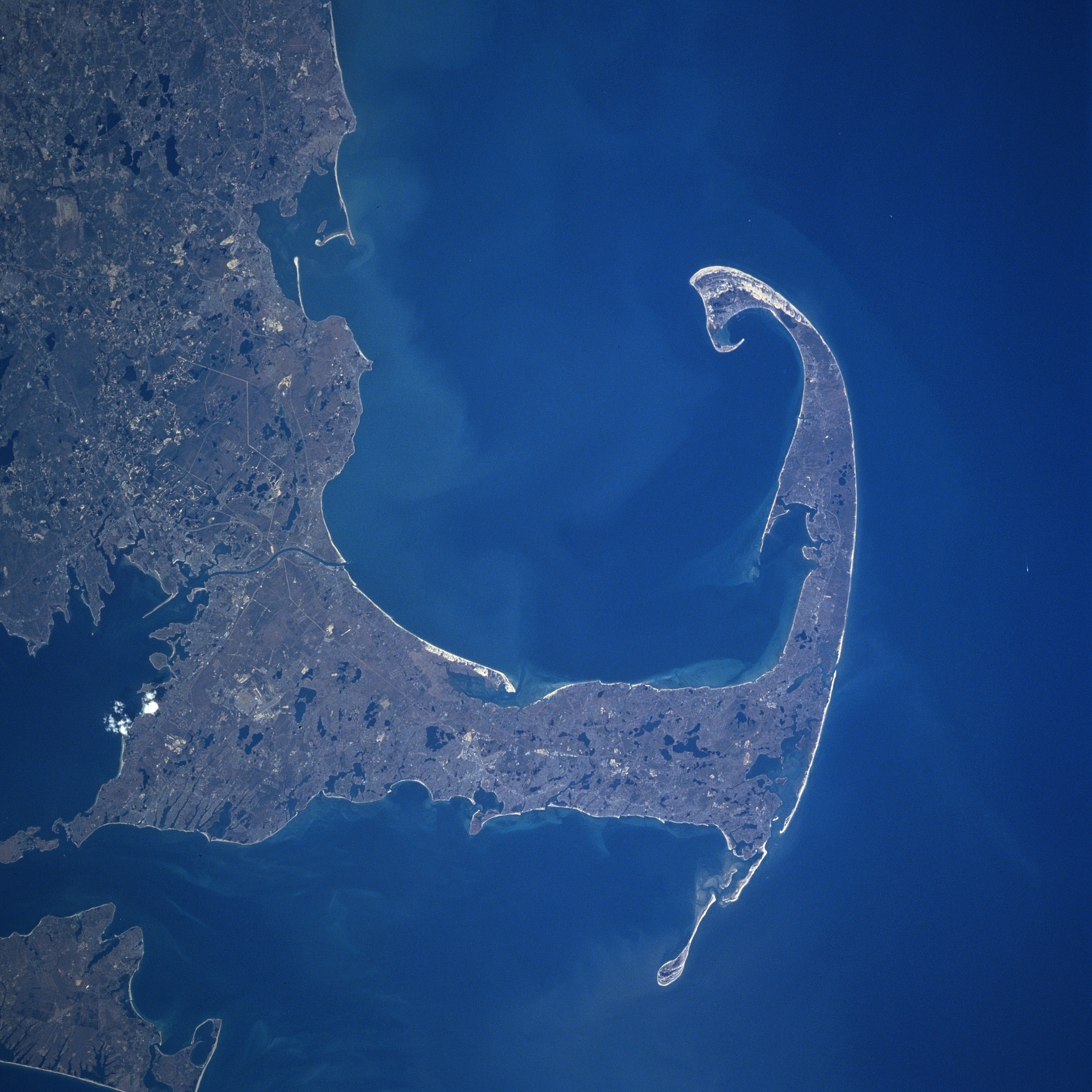
Capul Cod

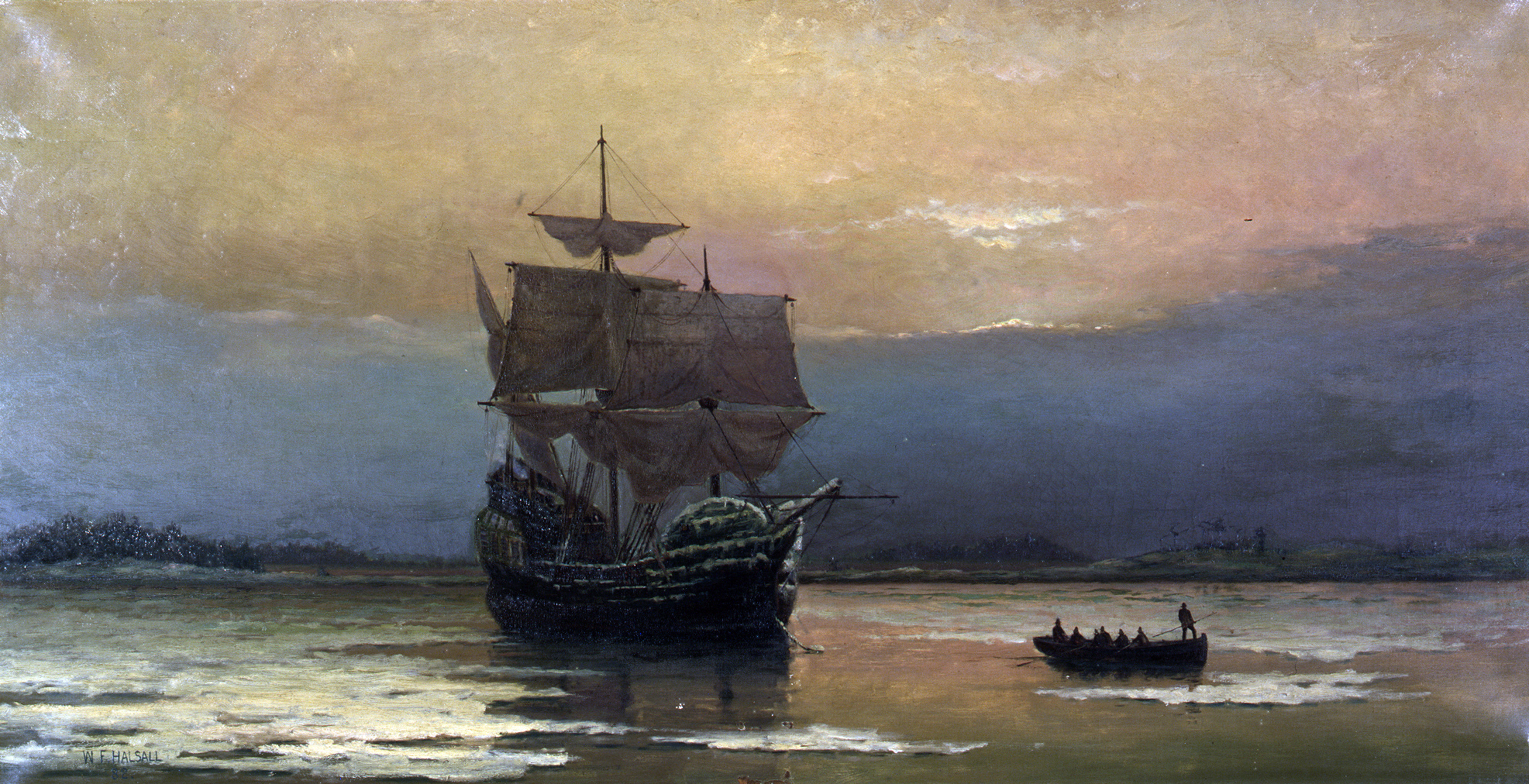
"Nava Mayflower în portul Plymouth" de William Halsall, 1882

Mayflower a fost corabia care i-a transportat pe așa-zișii "părinții  pelerinajului" (engl. Pilgrim fathers) din centrul Angliei în America de Nord pentru a începe o nouă viața în aceste meleaguri. Nava a părăsit pe 6 septembrie 1620 portul Plymouth și a atins Capul Cod la 21 noiembrie 1620.
La bordul navei Mayflower se aflau 102 pasageri și echipajul de 30 de persoane. Căpitanul vasului era Christopher Jones.
Scene de la întemeierea coloniei britanice Massachusetts la bordul navei Mayflower sunt redate în basorelieful Monumentului Reformei din Geneva. La întemeiere a fost alcătuit un gen de "constituție", așa-zisul Mayflower Compact.
Mulți americani, îndeosebi familiile cu un nivel social ridicat din  Noua Anglie consideră că sunt urmașii pasagerilor vasului Mayflower. În 1897 a fost întemeiat în Plymouth "The General Society of Mayflower Descendants".